# Maud Asbroek
Maud Asbroek (Enter, 23 april 1999) is een Nederlands voetbalster die uitkwam voor PEC Zwolle.

## Carrière
In de zomer van 2017 werd ze doorgeschoven van de beloften naar het eerste team. Op 1 september 2017 debuteerde ze in de hoofdmacht van PEC Zwolle in de wedstrijd tegen FC Twente.

### Carrièrestatistieken
| Seizoen         | Club            | Land            | Competitie      | Competitie | Competitie | Beker | Beker | Internationaal | Internationaal | Overig | Overig | Totaal | Totaal |
| Seizoen         | Club            | Land            | Competitie      | Wed.       | Dlp.       | Wed.  | Dlp.  | Wed.           | Dlp.           | Wed.   | Dlp.   | Wed.   | Dlp.   |
| --------------- | --------------- | --------------- | --------------- | ---------- | ---------- | ----- | ----- | -------------- | -------------- | ------ | ------ | ------ | ------ |
| 2017/18         | PEC Zwolle      | Nederland       | Eredivisie      | 15         | 1          | 1     | 0     | –              | –              | –      | –      | 16     | 1      |
| 2018/19         | PEC Zwolle      | Nederland       | Eredivisie      | 24         | 4          | 4     | 0     | –              | –              | –      | –      | 28     | 4      |
| 2019/20         | PEC Zwolle      | Nederland       | Eredivisie      | 11         | 1          | 1     | 0     | –              | –              | 4      | 1      | 16     | 2      |
| 2020/21         | PEC Zwolle      | Nederland       | Eredivisie      | 9          | 1          | 1     | 0     | –              | –              | 4      | 0      | 14     | 1      |
| Carrière totaal | Carrière totaal | Carrière totaal | Carrière totaal | 59         | 7          | 7     | 0     | 0              | 0              | 9      | 1      | 75     | 8      |

## Interlandcarrière

### Nederland onder 17
Op 23 oktober 2015 debuteerde Asbroek bij het Nederland –17 in een kwalificatiewedstrijd tegen Bulgarije –17 (6–0).
| Interlands van Maud Asbroek  | Interlands van Maud Asbroek  | Interlands van Maud Asbroek  | Interlands van Maud Asbroek  | Interlands van Maud Asbroek  | Interlands van Maud Asbroek  |
| №                            | Datum                        | Wedstrijd                    | Uitslag                      | Soort wedstrijd              | Doelpunten                   |
| Als speelster bij PEC Zwolle | Als speelster bij PEC Zwolle | Als speelster bij PEC Zwolle | Als speelster bij PEC Zwolle | Als speelster bij PEC Zwolle | Als speelster bij PEC Zwolle |
| ---------------------------- | ---------------------------- | ---------------------------- | ---------------------------- | ---------------------------- | ---------------------------- |
| 1.                           | 23 oktober 2015              | Nederland – Bulgarije        | 6 – 0                        | Kwalificatie EK –17 2016     | 1                            |
| 2.                           | 25 oktober 2015              | Moldavië – Nederland         | 0 – 8                        | Kwalificatie EK –17 2016     | 3                            |
| 3.                           | 28 oktober 2015              | Nederland – Noorwegen        | 1 – 1                        | Kwalificatie EK –17 2016     | 0                            |
| 4.                           | 23 februari 2016             | Nederland – Denemarken       | 2 – 2                        | Vriendschappelijk            | 0                            |
| 5.                           | 25 februari 2016             | Nederland – Denemarken       | 5 – 1                        | Vriendschappelijk            | 0                            |
| 6.                           | 15 maart 2016                | Finland – Nederland          | 0 – 2                        | Kwalificatie EK –17 2016     | 0                            |
| 7.                           | 17 maart 2016                | Nederland – Italië           | 0 – 2                        | Kwalificatie EK –17 2016     | 0                            |
| 8.                           | 20 maart 2016                | Griekenland – Nederland      | 0 – 2                        | Kwalificatie EK –17 2016     | 0                            |